# La alcaldía del perreo
La Alcaldía del Perreo es un álbum recopilatorio del dúo de reguetón Jowell & Randy, publicado el 22 de abril de 2016 a través del sello discográfico Rimas Entertainment. Contiene varias canciones inéditas, como el sencillo postergado «Un poquito na' mas» con Tego Calderón, además de otras colaboraciones con Alexis & Fido, De la Ghetto, Luigi 21 Plus, Ñengo Flow y Mr. Williams.
Una de las canciones presente, el sencillo «Guadalupe» fue incluida por NPR en su lista temporal de canciones favoritas del año.

## Lista de canciones
| N.º   | Título                                          | Productor(es)                                | Duración |  |
| 1.    | «Guadalupe»                                     | DJ Blass · DJ Giann · Mr. Greenz             | 4:03     |  |
| 2.    | «Un poquito na' más» (con Tego Calderón)        | DJ Blass · Mr. Greenz · Los Hitmen           | 3:41     |  |
| 3.    | «La pista revienta»                             | Los Hitmen                                   | 2:50     |  |
| 4.    | «Bad Boys» (con Alexis & Fido)                  | DJ Blass · Mr. Greenz                        | 3:39     |  |
| 5.    | «Come Back to my Crib»                          | Neo Nazza · Dirty Joe                        | 4:07     |  |
| 6.    | «Tronky» (con De la Ghetto)                     | DJ Blass · Young Hollywood                   | 3:27     |  |
| 7.    | «Me la mecatié» (con Luigi 21 Plus)             | DJ Blass · Georgie Valencia                  | 4:03     |  |
| 8.    | «Me prefieren» (con Ñengo Flow)                 | DJ Blass · Mr. Greenz                        | 3:57     |  |
| 9.    | «Posición 4»                                    | DJ Blass · DJ Joe                            | 3:36     |  |
| 10.   | «Guadalupe (Jamaican Remix)» (con Mr. Williams) | DJ Blass · DJ Giann · Mr. Greenz · Equiknoxx | 4:16     |  |
| 37:42 |                                                 |                                              |          |  |

## Posicionamiento en listas
| Listas (2016)                        | Mejor posición |
| ------------------------------------ | -------------- |
| Estados Unidos (Latin Rhythm Albums) | 3              |
| Estados Unidos (Top Latin Albums)    | 23             |